# 阿什罕苏木
阿什罕苏木，是中华人民共和国内蒙古自治区赤峰市翁牛特旗下辖的一个乡镇级行政单位。

## 行政区划
阿什罕苏木下辖以下地区：
白音敖包嘎查、珠日干格日嘎查、乌兰敖都嘎查、乃林皋嘎查、高日苏嘎查和查干敖尔嘎查。